# باد بونسن
شهر باد بونسن (به آلمانی: Bad Bevensen) در ایالت نیدرزاکسن در کشور آلمان واقع شده است.